# Le Secret de Champollion
Le Secret de Champollion est un roman d'inspiration historique de Jean-Michel Riou, paru en 2005. Il raconte l'épopée de la campagne égyptienne de Bonaparte, avec la découverte de la pierre de Rosette.

## Résumé
Trois chercheurs, orientalistes et mathématiciens partent avec Bonaparte dans la campagne d'Égypte qui s'est déroulée de 1798 à 1801. Ils sont tous les trois déterminés à percer le mystère des pharaons. Tous les trois, liés par une amitié infaillible, vont rechercher des indices, des preuves de l'existence de ces dieux égyptiens ; c'est ainsi qu'ils vont acquérir la fameuse pierre de Rosette.
De retour en France, les trois chercheurs vont partir à la recherche de l'homme qui sera capable de déchiffrer les hiéroglyphes de la pierre. Cet homme, ce sera Jean-François Champollion. Mais alors des complots se forment autour du jeune déchiffreur : des espions du Vatican, des adversaires anglais, du poison, une étrange relation amoureuse avec une italienne... Puis une nuit où tout a basculé, celle du 14 septembre 1822.
La vérité ne verra le jour qu'après de bien nombreux périls...

## Structure de l'œuvre
L'œuvre est composée de cinq parties :
- La première partie est narrée par le premier scientifique, Pharos-J. Le Jeancem. L'histoire commence ainsi : "Paris, le 11 mars 1854. Moi, Pharos-J. Le Jeancem, orientaliste et imprimeur, je vais mourir." ; l'auteur choisit donc de commencer son roman par sa fin. Puis commence la rédaction des souvenirs de l'expédition en Égypte. Un résumé de l'histoire qui va suivre dans les prochaines parties est introduit dans ce début de roman.
- La deuxième partie est narrée par le second scientifique, Morgan De Spag. Il est un proche de Bonaparte, l'auteur nous livrant donc les pensées et actes du général.
- La troisième partie est narrée par le troisième scientifique, Orphée Forjuris. C'est lui qui reprend le récit de l'expédition, puisque Morgan De Spag décède.
- La quatrième partie est également narrée par Orphée Forjuris. C'est dans cette partie que le scientifique découvre le jeune Champollion, à Grenoble.
- La cinquième et dernière partie est narrée par Pharos-J. Le Jeancem, car Orphée Forjuris est mort. Dans cette ultime partie, Pharos continue de soutenir Champollion, de le questionner, et de faire face aux dangers qui menacent son jeune déchiffreur. Pharos connaîtra la vérité sur la nuit du 14 septembre 1822 grâce au grand frère de Champollion, Figeac, avant de s'éteindre quelques jours après.

## Anecdotes
Les trois chercheurs auraient réellement existé. Mais leurs noms ne sont pas ceux du récit. Ainsi, dans l'épilogue du roman, l'auteur nous informe de leurs véritables identités :
- Pharos-J. Le Jeancem est Jean-Joseph Marcel. Cet homme a bel et bien exercé les fonctions d'orientaliste et d'imprimeur ;
- Morgan De Spag est Gaspard Monge, un proche de Napoléon Ier et grand mathématicien ;
- Orphée Forjuris est Joseph Fourier. Il a exercé la fonction de préfet en Isère.

Tous les trois ont participé à l'expédition d'Égypte avec Bonaparte de 1798 à 1801. Les noms que l'auteur a utilisé dans le livre sont des anagrammes des noms réels.